# Татарский Шуган
Тата́рский Шуга́н (тат. Татар Шуганы) — село в Азнакаевском районе Республики Татарстан Российской Федерации. Административный центр и единственный населённый пункт Татарско-Шуганского сельского поселения.

## Этимология
Топоним произошёл от этнонима на татарском языке «татар» (татарский) и гидронима на татарском языке «Шуган» (Шуганка).

## Географическое положение
Село расположено в Восточном Закамье на реке Шуганка, в 29 км к северу от города Азнакаево.

## История
Во время III ревизии (1762—1763 годы), в деревне Ушуганово были учтены 20 душ мужского пола татар. Во время IV ревизии (1782 год), в деревне Шугане были учтены 35 душ мужского пола ясачных татар, в деревне Шуган по речке Саралитамак — 22 души мужского пола ясачных татар.
По данным переписи 1897 года, в деревне Ушуган (Татарский Шуган) Мензелинского уезда Уфимской губернии проживали 927 жителей (474 мужчины и 453 женщины), все мусульмане{{sfn|Населённые места Российской Империи|1905|с=245}

## Население
Изменения численности населения. Источник.
| 1816 | 1859 | 1870 | 1897 | 1906 | 1926 | 1938 | 1949 | 1958 | 1970 | 1979 | 1989 | 2002 | 2010 | 2015 |
| ---- | ---- | ---- | ---- | ---- | ---- | ---- | ---- | ---- | ---- | ---- | ---- | ---- | ---- | ---- |
| 110  | 286  | 787  | 927  | 1061 | 1545 | 1250 | 980  | 897  | 949  | 727  | 578  | 529  | 477  | 441  |

Национальный состав
Согласно результатам переписи 2002 года, в национальной структуре населения татары составили 99 %.

## Религиозные объекты
В 1999 году в селе была построена мечеть.

### Комментарии
1. ↑  Расстояние измерено с помощью инструментария Яндекс.Карты
2. ↑  Душ мужского пола